# Placide Tempels
Placide Frans Tempels (Berlaar, 18 februari 1906 – Hasselt, 9 oktober 1977) was een Belgische franciscaner missionaris in Belgisch-Congo, bekend van zijn boek Bantoe-filosofie.

## Biografie
Tempels werd geboren in Berlaar als Frans Tempels. Hij nam de naam Placide aan bij zijn intrede in een franciscaner seminarie in 1924.
Na zijn ordinatie in 1930 gaf hij een tijd les in België voor hij vertrok naar Belgisch-Congo in 1933. Hij bleef er 29 jaar lang, slechts onderbroken door twee korte verblijven in België. In april 1962 keerde hij terug naar België, naar een franciscanenklooster in Berlaar. Daarna verhuisde hij naar de minderbroeders in Hasselt. Daar overleed hij in 1977.

## Bantoe-filosofie
Hoewel hij geen Afrikaan en evenmin een filosoof was, had Tempels een zeer grote invloed op de Afrikaanse filosofie dankzij de publicatie van zijn boek Bantoe-filosofie in 1945. Dit boek kreeg aanvankelijk kritiek van etnologen, omdat Tempels zich uitsluitend baseerde op zijn ervaringen met de Luba in Katanga en dit extrapoleerde naar alle Bantoe in Afrika. Ook vanwege de kerkelijke overheid ondervond hij tegenwerking, ook vanwege zijn kritiek op de traditionele wijze van evangelisatie.

## Verder lezen
- Piet Clement, TEMPELS (Frans Placied). Biografisch woordenboek van de Belgen overzee. Koninklijke Academie voor Overzeese Wetenschappen (19 september 2014). Geraadpleegd op 15 maart 2021.
- PIET CLEMENT, Tempels revisited : the conversion of a missionary in the Belgian Congo, 1930s-1960s, in: Religion, colonization and decolonization in Congo, 1885-1960 = Religion, colonisation et décolonisation au Congo, 1885-1960. Leuven University Press, 2020, p. 241-260.